# Skarptecknat jordfly
Skarptecknat jordfly, Chersotis andereggii är en fjärilsart som beskrevs av Jean Baptiste Boisduval 1837. Skarptecknat jordfly ingår i släktet Chersotis och familjen nattflyn, Noctuidae. I Finland anges arten som "Regelbunden vandrare, Mycket sällsynt", det efter en handfull fynd längs Finlands sydkust . Arten är ännu inte funnen i Sverige. Två underarter finns listade i Catalogue of Life, Chersotis andereggii arcana Mikkola, 1987 och Chersotis andereggii subtilis Hacker & Peks, 1990